# Rifugio Arbolle
Das Rifugio Arbolle (auch Rifugio Alpe Arbolle) ist eine Schutzhütte im Aostatal in den Grajischen Alpen. Sie liegt in einer Höhe von 2507 m s.l.m. innerhalb der Gemeinde Charvensod am gleichnamigen See Laghi di Arbolle. Die 1998 erbaute und 1999 eröffnete Hütte wird als Stützpunkt für die Besteigung des Monte Emilius genutzt. Die Hütte  wird von Mitte Juni bis Anfang September privat bewirtschaftet und bietet in dieser Zeit 66 Bergsteigern Schlafplätze.

## Anstieg
Der Anstieg zur Hütte beginnt in Pila, einem auf 1.790 m gelegenen Ortsteil von Gressan, der sich in den letzten 40 Jahren zu einem bedeutenden Wintersportort des Aostatals entwickelte. Von Pila führt der Weg zur 2.331 m hoch gelegenen Station Chamolé, die man auch per Sessellift von Pila erreichen kann.
Zunächst geht es kurz waagerecht in östliche Richtung, wo man nach einigen Minuten den Lago Chamolé erreicht. Von dort führt der Weg über Wiesengelände südlich den Hang hinauf. Nach 50 Minuten überquert man den 2.641 m hoch gelegenen Pass Col Chamolé. Nach weiteren 20 Minuten erreicht man auf steilem Gelände die tiefer gelegene Hütte.
Für den keinerlei technische Schwierigkeiten aufweisenden Anstieg von Chamolé sind 1½ Stunden zu veranschlagen.

## Tourenmöglichkeiten

### Übergänge
- Übergang zum Bivacco Federigo (2.897 m) am Col Carrel
- Übergang zum Bivacco Menabreaz (2.546 m) am Lago di Laures

### Gipfeltouren
Folgende Gipfel können von der Hütte erreicht werden:
- Monte Emilius – 3.559 m
- Punta Garin – 3.448 m
- Punta Rossa – 3.401 m